# Oscurità della crocifissione
Con oscurità della crocifissione si intende l'oscuramento del Sole per alcune ore, che secondo i vangeli sinottici si sarebbe verificato nel giorno in cui Gesù fu crocifisso. Dato che non può trattarsi di un'eclissi, gli studiosi si chiedono se la notizia debba essere intesa come il resoconto storico di un avvenimento meteorologico oppure come un'affermazione teologica presentata nel genere letterario haggadico, oppure ancora entrambe le cose.

## Il racconto evangelico
Secondo i Vangeli sinottici, l'oscurità iniziò verso mezzogiorno (l'ora sesta) e si protrasse sino alle tre del pomeriggio (l'ora nona), ora dell'effettiva morte di Gesù:
Si osservi che solo Luca sembra parlare di eclissi e solo nella traduzione CEI, ma anche in questo caso occorre tener conto che il verbo utilizzato da Luca significa semplicemente "sparire" (cfr. L. Rocci, Vocabolario Greco-Italiano, 1989, p. 577). Il traduttore CEI ha cercato di riprodurre l'ampiezza di significato del testo greco, evitando così di sciogliere l'ambiguità sulla base di considerazioni scientificamente e storicamente ovvie, ma estranee al dato linguistico.
Si osservi, inoltre, che in greco, come in italiano, la parola terra non indica obbligatoriamente tutta la superficie terrestre, ma viene utilizzata anche per porzioni di territorio molto limitate. I vangeli, quindi, attestano l'oscurità sopra Gerusalemme e nulla più.

## I Vangeli apocrifi
Nel Vangelo di Pietro, testo apocrifo del II secolo d.C., l'oscurità della crocifissione viene raccontata in maniera ancora più drammatica: l'intera Giudea è coperta dall'oscurità e gli abitanti sono costretti ad aggirarsi fuori da casa accompagnati da lanterne come se fosse notte.
Nel Vangelo di Nicodemo, scritto nel IV secolo d.C., Ponzio Pilato e sua moglie Claudia Procula sono profondamente spaventati dall'oscurità e convocano i giudei nel Pretorio per chiedere spiegazioni. Essi replicano che quella che sta avvenendo è solo una normale eclissi di sole.
Il Vangelo di Bartolomeo, datato al III secolo d.C., racconta che alla morte di Gesù seguì un momento di totale oscurità, mentre nelle Lettere di Pilato e Tiberio il prefetto romano spiega all'imperatore che l'eclisse ebbe inizio all'ora sesta, coprì il mondo intero e per l'intera durata di essa la Luna fu color sangue.
Lo Pseudo-Dionigi l'Areopagita (un anonimo autore cristiano del VI secolo d.C. che scrisse sotto il nome di Dionigi l'Areopagita) sostiene di aver assistito a un'eclissi solare da Eliopoli il giorno della crocifissione. Nei testi Dionigi, che studiò astronomia nella città di Eliopoli, sostiene che "o il Creatore di tutta la terra sta morendo, o questo mondo che vedo sta finendo".

## Un'eclissi impossibile
Benché l'oscuramento del cielo possa essere spiegato semplicemente come un fenomeno meteorologico, esso fu spesso interpretato come un'eclissi solare, anche se gli astronomi dell'antichità sapevano benissimo che un'eclissi solare dura solo pochissimi minuti e non ore, inoltre essa non può coincidere con la Pasqua ebraica, perché in quel periodo la Luna è piena (quindi in opposizione) e perciò non può oscurare il Sole.

Dai calcoli astronomici a quel periodo comunque, risulterebbero due eclissi solari totali, avvenute il 24 novembre 29 e il 30 aprile 59 del calendario gregoriano, più un'eclissi solare anulare il 20 maggio 49, ma tutte con i coni di totalità dell'ombra passanti molti chilometri più a nord di Gerusalemme. 
Nessuna di queste eclissi può aver quindi determinato un'oscurità totale a Gerusalemme e nessun'eclissi può causare un oscuramento durato tre ore. Al massimo si potrebbe supporre che due secoli dopo gli eventi il ricordo scritto di un'eclissi in Palestina più o meno negli anni in cui ebbe luogo la crocifissione possa aver indotto qualche autore cristiano ad interpretare i testi evangelici come resoconti di un'eclissi.
Dato che non ci furono eclissi di sole visibili da Gerusalemme nel periodo di reggenza di Ponzio Pilato, Colin Humphreys e W.G. Waddington dell’Università di Oxford ipotizzano che questo evento straordinario astronomico si riferisca all’eclissi di luna avvenuta il 14 di Nisan, 3 aprile del 33 d.C. 

## L'interpretazione haggadica
Questi brani biblici possono essere interpretati anche come un'allusione alle visioni del profeta Amos (capitoli 7-9 del Libro di Amos) e in particolare alla pericope della distruzione del tempio (Amos 8,8-9,5). Essa è chiaramente evidenziata linguisticamente con un duplice annuncio di terremoto, secondo l'artificio retorico dell'inclusione:
La pericope si apre con la scomparsa del sole a mezzogiorno:
Essa segnala l'arrivo della punizione divina che culminerà nella distruzione del tempio di Gerusalemme. Anche se Amos aveva in mente la prima distruzione (586 a.C.), la sua profezia poteva applicarsi altrettanto bene alla seconda (70 d.C.), ritenuta dai primi cristiani una punizione della crocifissione di Gesù, il "lutto per un figlio unico" preannunciato da Amos (8,10).
Si osservi che il Vangelo di Giovanni non menziona l'oscurità meridiana, forse proprio perché aveva già identificato Gesù col tempio nel secondo capitolo (2,21).

## Interpretazione degli storici dell'antichità
Nella sua opera Apologeticum (197 d.C.), il teologo cristiano Tertulliano (155-230 circa) riporta che un racconto indipendente dell'oscurità della crocifissione sarebbe presente negli archivi romani: «Nello stesso istante il giorno, mentre il sole a mezzo il suo giro segnava, fu sottratto. È vero, la stimarono un'eclissi coloro che non seppero che codesto, anche, sul conto di Cristo era stato predetto. Con tutto ciò quell'avvenimento mondiale registrato lo trovate nei vostri archivi». Tale documento non è stato però mai trovato.
Nella sua opera apologetica Contra Celsum (248 d.C.), il teologo e filosofo cristiano Origene (185-254) afferma che una descrizione dell'oscurità della crocifissione sarebbe presente nelle Cronache di Flegonte di Tralles (II secolo d.C.): «Flegonte racconta che sotto l'impero di Tiberio Cesare si era verificata un'eclissi solare totale in una data di plenilunio dalla sesta alla nona ora [...] seguì un'eclissi del sole, grande, e più osservabile di quante n'eran prima accadute: il giorno alla ora sesta si converse in notte così tenebrosa, che si videro in cielo le stelle; ed il terremoto nella Bitinia rovesciò vari edifici della città di Nicea». Le Cronache di Flegonte di Tralles sono andate purtroppo perdute, rendendo impossibile sapere se Origene ne avesse riportato correttamente il contenuto.
Lo storico cristiano Giorgio Sincello (750-814) cita nella sua Cronaca gli scritti di Sesto Giulio Africano (160-240): nella sua Storia del Mondo, Africano afferma che lo storico greco Tallo (I secolo d.C.) avrebbe descritto nelle sue Storie l'oscurità della crocifissione come un'eclissi solare. Africano respinge questa ipotesi proprio per il motivo sopradetto in merito al periodo di Pesach ebraica, durante il plenilunio, mentre un'eclissi solare accade necessariamente in novilunio. Sia le Storie di Tallo che la Storia del Mondo di Africano sono andate perdute, rendendo impossibile quindi sapere se Sincello ne avesse riportato correttamente il contenuto.

## Interpretazione esegetica moderna
A partire dall'Illuminismo è divenuta comune tra gli esegeti ed i biblisti la teoria secondo cui la narrazione, così come gli altri eventi straordinari narrati dai vangeli alla morte di Gesù, sia di natura leggendaria e teologica. Il primo studioso a sostenere questa tesi fu lo storico scettico britannico Edward Gibbon: nel primo volume della sua poderosa Storia della decadenza e rovina dell'impero romano, Gibbon sostenne che il racconto evangelico non potesse essere considerato storico, dato che nessun autore dell'epoca sembrava avere notato un evento così straordinario e le fonti generalmente usate per provare l'oscurità della crocifissione erano di dubbio valore storico (Tallo e Flegonte di Tralles) od opere pseudoepigrafiche successive (Pseudo-Dionigi l'Areopagita). A Gibbon fece seguito, qualche decennio dopo, il teologo e filosofo tedesco David Friedrich Strauß, che argomentò nella sua Vita di Gesù che l'oscurità sarebbe un'invenzione letteraria per rendere più drammatica la morte di Gesù. Oggi tale tesi è sostenuta dalla maggioranza degli studiosi, tra cui anche importanti esegeti protestanti (come Rudolf Bultmann), cattolici (come gli esegeti dell'École biblique et archéologique française) e cristiani non confessionali (come John Dominic Crossan).
Il biblista Raymond Brown ritiene che tali episodi siano presentati, secondo la visione teologica degli evangelisti, "in linguaggio apocalittico e [con] immagini prese dalle Scritture" e "a creare maggior problema nell'interpretazione letterale è il fatto di non comprendere la loro natura simbolica e il genere letterario nel quale vengono presentati; inoltre, "commentatori dal periodo del Nuovo Testamento in avanti hanno mostrato grande inventiva nell'interpretare questi eventi, e [occorre] mantenere la sovrabbondanza di queste interpretazioni (per quanto interessanti possano essere) distinta da cosa ogni evangelista desiderava comunicare sugli avvenimenti che descrisse e cosa plausibilmente avrebbe capito su questo un suo lettore del primo secolo". Brown aggiunge che "qualunque suggerimento che Dio sospese le leggi naturali e causò una straordinaria lunga eclissi sull'intera terra a quel tempo si scontra con il silenzio di autori antichi contemporanei sul supposto evento, come Seneca il Giovane e Plinio il Vecchio, che normalmente avrebbero notato una tale straordinaria meraviglia". Lo storico del cristianesimo Remo Cacitti osserva invece: "è evidente che qui di storico non c'è nulla. La descrizione di ciò che avviene nel momento in cui Gesù muore obbedisce tipologie fisse: i terremoti, i sepolcri che si aprono, il cielo che si oscura".
Va infatti osservato che "c'è un'abbondante testimonianza greco-romana che segni straordinari furono comunemente associati alla morte di grandi uomini o semidivinità" e "se noi ci limitiamo ad autori che scrissero entro 100 anni prima o dopo la morte di Gesù, troviamo che Plutarco riporta che alla morte o partenza di Romolo «la luce del sole fu eclissata». Similmente Ovidio usa l'espressione il «sole sembrò estinguersi». Quando Giulio Cesare fu ucciso, Plutarco parla di un oscuramento del sole e Flavio Giuseppe la descrive come un'occasione nella quale «il sole se ne andò». Plinio il Vecchio menziona questa morte per esemplificare una grande aspettativa: «portentose e lunghe eclissi del sole, come quando Cesare morì»".
Secondo l'esegeta cattolico Joseph Fitzmyer l'evangelista non avrebbe inteso che la descrizione fosse interpretata letteralmente, mentre i biblisti protestanti Dale Allison e William D. Davies concludono che tale evento sia una creazione letteraria per rendere più drammatico l'evento della morte di Gesù. Lo storico ebreo Géza Vermes descrive l'oscurità della crocifissione come "parte dell'immaginario escatologico ebraico del giorno del Signore. Deve essere trattato come un fenomeno letterario piuttosto che storico, nonostante i tentativi di vari scienziati ingenui e documentaristi televisivi, troppo desiderosi di interpretare il racconto come un'eclissi di sole databile."

## Ipotesi scientifiche
Dato che l'oscuramento del Sole ebbe luogo in corrispondenza con un terremoto, secondo Rick Larson potrebbe essere dovuta a qualche emissione vulcanica in atmosfera associata al terremoto. Il terremoto è attestato dalle fonti sopra citate e avrebbe avuto luogo nella stessa zona geografica del terremoto che ebbe luogo nel 31 a.C. durante la battaglia di Azio. Ricerche in corso mirano a cercare tracce geofisiche di questi terremoti nelle rocce del Mar Morto.

### Riferimenti
1. 1 2  (EN) Paul Foster, The Apocryphal Gospels: A Very Short Introduction, OUP Oxford, 26 febbraio 2009, ISBN 978-0-19-157895-3. URL consultato il 4 settembre 2021.
2. ↑  (EN) Willis Barnstone, The Other Bible, Harper Collins, 20 settembre 2005, ISBN 978-0-06-081598-1. URL consultato il 4 settembre 2021.
3. ↑   the Areopagite Kelly - University of Toronto, John Parker e the Areopagite Pseudo-Dionysius, The works of Dionysius the Areopagite, London : J. Parker, 1897-1899. URL consultato il 4 settembre 2021.
4. ↑   Amos 8,8-9,5, su La Parola - La Sacra Bibbia in italiano in Internet.
5. ↑   Gv 2,21, su La Parola - La Sacra Bibbia in italiano in Internet.
6. ↑  Origene, Contra Celsum, Libro II, Capitolo XIV
7. ↑  Giorgio Sincello, Cronografia, Capitolo CCCXCI
8. ↑  (EN) Edward Gibbon, The History of the Decline and Fall of the Roman Empire, W. Strahan; and T. Cadell, in the Strand., 1782,  p. 599, ISBN 978-1-4997-7585-3. URL consultato il 28 ottobre 2021.
9. ↑  (DE) David Friedrich Strauss, Das Leben Jesu, kritisch bearbeitet, C.F. Osiander, 1835. URL consultato il 28 ottobre 2021.
10. ↑   Rudolf Bultmann, Storia dei Vangeli sinottici, EDB, 2016, ISBN 978-88-10-55850-8. URL consultato il 28 ottobre 2021.
11. ↑   La Bibbia di Gerusalemme, EDB, 2010, ISBN 978-88-10-82069-8. URL consultato il 28 ottobre 2021.
12. ↑   John Dominic Crossan, Gesù. Una biografia rivoluzionaria, Ponte alle Grazie, 1994, ISBN 978-88-7928-270-3. URL consultato il 28 ottobre 2021.
13. ↑  Raymond E. Brown, The Death of the Messiah Vol. 2, Anchor Yale Bible, 2010, pp. 1038, 1098, 1120-1140, 1304-1305, ISBN 978-0385494496; Rudolf Bultmann, History of the Synoptic Tradition, Hendrickson Publisher, 1963, pp. 273-274, ISBN 1-56563-041-6; John Dominic Crossan, Who killed Jesus?, HarperOne, 1995, pp. 1-4, ISBN 978-0-06-061480-5; Corrado Augias e Remo Cacitti, Inchiesta sul cristianesimo, Mondadori, 2012, pp. 50-51, ISBN 978-88-04-59702-5; Bart Ehrman, Prima dei vangeli, Carocci Editore, 2017, p. 148, ISBN 978-88-430-8869-0.
14. ↑  (EN) The Gospel According to Luke X-XXIV, Yale University Press, 2009, ISBN 978-0-300-13981-5. URL consultato il 4 settembre 2021.
15. ↑  (EN) William David Davies, W. D. Davies e Dale C. Allison Jr, Matthew: Volume 3: 19-28, A&C Black, 1º gennaio 1988, ISBN 978-0-567-08518-4. URL consultato il 4 settembre 2021.
16. ↑  (EN) Geza Vermes, The Passion, Penguin UK, 3 marzo 2005,  pp. 108-109, ISBN 978-0-14-190045-2. URL consultato il 4 settembre 2021.
17. ↑  Cfr: The Christ Quake file | From the Creators of The Star of Bethlehem